# Acraea pallidepicta
Acraea pallidepicta är en fjärilsart som beskrevs av Embrik Strand 1911. Acraea pallidepicta ingår i släktet Acraea och familjen praktfjärilar. Inga underarter finns listade i Catalogue of Life.